# Razão de Viver (1996)
Razão de Viver é uma telenovela brasileira produzida e exibida pelo SBT entre 6 de maio até 6 de dezembro de 1996 em 168 capítulos, substituindo Sangue do Meu Sangue e foi substituída por Dona Anja.
Escrita Analy Pinto e Zeno Wilde, com colaboração de Nara Gomes, supervisão de texto de Chico de Assis, sob direção de Antonino Seabra, Bete Coelho e Del Rangel e direção geral de Nilton Travesso e Henrique Martins. É um remake de telenovela brasileira Meus Filhos, Minha Vida, escrita por Ismael Fernandes em 1984.
Conta com Irene Ravache, Fúlvio Stefanini, Joana Fomm, Adriana Esteves, Marco Ricca, Mayara Magri, Ana Paula Arósio e Eduardo Conde nos papéis principais.

## Produção

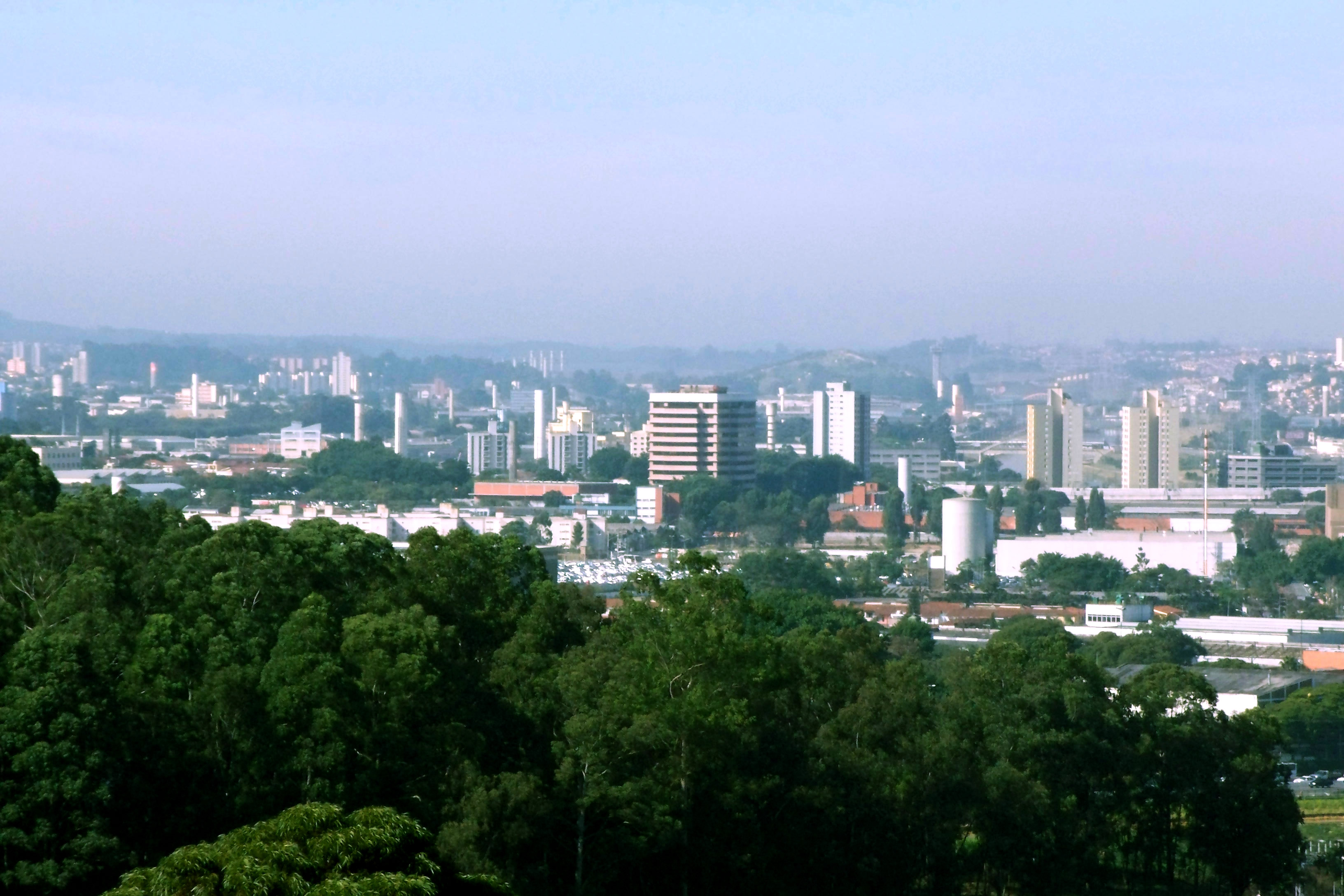
A confecção, cenário de maior parte da trama, se situa no distrito de Santo Amaro, zona sul de São Paulo.

Em 1995 o SBT decidiu produzir um remake de Meus Filhos, Minha Vida (1985), primeira novela original exibida pelo canal uma década antes, após nove adaptação de textos mexicanos. A decisão veio após a emissora avaliar que a original teve uma história elogiada, mas com uma cenografia e técnica pobres pelo momento embrionário da dramaturgia, enquanto já na década de 90 a emissora tinha estabelecido um departamento dramatúrgico com mais qualidade. Ismael Fernandes, autor da original, foi chamado para adaptar a nova versão para a linguagem e temáticas do momento, mas recusou por já ter outros compromissos.
Roda da Fortuna, Pedaço de Mim, Amor de Mãe e A Dona do Jogo foram títulos cogitados para o remake, que acabou sendo renomeado como Razão de Viver – título que o próprio SBT já havia usado para uma novela de 1983, porém sem nenhuma relação com esta em questão. Para atualizar obra, Regina criou novos núcleos e buscou inspiração nas relações familiares conflituosas do filme Laços de Ternura (1983). Foi a primeira novela contemporânea produzida pelo SBT desde a retomada da dramaturgia em 1994, fato que animou o diretor Nilton Travesso, que alegou em entrevista que estava com saudades de gravar com "barulho de helicóptero, de trânsito, de celular". A atriz Bete Coelho conseguiu a chance de estrear como uma das diretoras da novela.
As gravações começaram em 10 de março de 1996 e cada capítulo teve um orçamento de 35 mil dólares.

### Escolha do elenco
A primeira atriz selecionada para compor o elenco da telenovela foi Adriana Esteves, que aceitou protagonizá-la ao lado de seu marido, Marco Ricca. Esteves, conhecida por inúmeros papéis na Rede Globo, afirmou que almejava "ver como [se sairia] em outra emissora". Em seguida, outras personalidades assinaram contrato com o SBT para atuar em Razão de Viver: Irene Ravache, Joana Fomm, Fúlvio Stefanini e Mayara Magri. Todas as cenas foram gravadas na cidade de São Paulo e grande parte da cidade cenográfica que serviu à telenovela Éramos Seis foi reaproveitada.
Os últimos atores escolhidos para a telenovela de Fernandes foram Petrônio Gontijo e Cláudia Liz, a qual teve aulas em uma autoescola para aprender a conduzir uma motocicleta, necessária para a construção da trama.

## Enredo
Em Santo Amaro, subúrbio de São Paulo, vive Luzia (Irene Ravache), uma viúva honesta e batalhadora que criou sozinha os três filhos: André (Marco Ricca), Mário (Gabriel Braga Nunes) e Pedro (Petrônio Gontijo). Ela trabalha como costureira na confecção da Yara (Joana Fomm), uma estilista arrogante casada com o ricaço Pascoal (Sebastião Campos) e que mantém um caso há anos com Álvaro (Eduardo Conde), passando a infernizar a empregada quando seu amante se apaixona por ela. Luzia, porém, redescobre o amor na maturidade ao conhecer Renato (Fúlvio Stefanini), um delegado que se vê em uma encruzilhada moral, já que está investigando a quadrilha de roubo de jóias comandada pelo filho dela, Mário, e seu amigo Ruffo (Raul Gazolla).
André é um rapaz ambicioso que sempre sonhou com uma vida luxuosa e, mesmo apaixonado pela talentosa costureira Zilda (Adriana Esteves), decide conquistar a rica Olga (Mayara Magri), filha de Yara. Enganadas, Zilda se prepara para casar-se com André sem imaginar que será abandonada, enquanto Olga acredita que encontrou o homem de sua vida sem saber do golpe. Quem ama Zilda em segredo é Pedro, o único filho honesto de Luzia, um mecânico romântico e tímido, que é alvo da bem humorada Júnia (Cláudia Liz), motoqueira que sempre fez de tudo para conquista-lo. Alcides (Gianfrancesco Guarnieri) é um assistente social que tenta tirar da marginalidade Pata (Fernanda Souza), Rato (Luciano Amaral) e Nino (Rafael Pardo). Já Bruna (Ana Paula Arósio) é uma aspirante a modelo que acaba envolvida com Ruffo e usada por ele para atrair alvos de sua quadrilha para desespero da irmã, Silvia (Vera Zimmermann), uma mulher amargurada que vive como prostituta para sustentar as duas.

## Elenco
| Ator                    | Personagem         |
| ----------------------- | ------------------ |
| Irene Ravache           | Luzia Santos       |
| Fúlvio Stefanini        | Renato Bragança    |
| Joana Fomm              | Yara Montenegro    |
| Adriana Esteves         | Zilda Ferreira     |
| Marco Ricca             | André Santos       |
| Petrônio Gontijo        | Pedro Santos       |
| Gabriel Braga Nunes     | Mário Santos       |
| Mayara Magri            | Olga Montenegro    |
| Ana Paula Arósio        | Bruna Sampaio      |
| Vera Zimmermann         | Sílvia Sampaio     |
| Raul Gazolla            | Ruffo              |
| Eduardo Conde           | Álvaro Montenegro  |
| Sebastião Campos        | Pascoal Montenegro |
| Gianfrancesco Guarnieri | Alcides            |
| Lolita Rodrigues        | Carmem             |
| Bel Kutner              | Rosa Bragança      |
| Cláudia Liz             | Júnia              |
| Cláudia Mello           | Jandira Martins    |
| Eliana Rocha            | Rosely Martins     |
| Cléo Ventura            | Denise             |
| Patrícia Mayo           | Vitória            |
| Ernando Tiago           | Rafael             |
| Cassio Scapin           | Miro               |
| Elizabeth Hartmann      | Gretel             |
| Paulo Hesse             | Humphery           |
| Ju Colombo              | Vitória            |
| Paulo de Almeida        | Arcílio Quinto     |
| Tânia Sekler            | Guiomar            |
| Lu Martan               | Alípio             |
| Josmar Martins          | Eduardo            |
| Fernanda Souza          | Pata               |
| Luciano Amaral          | Rato               |
| Aretha Oliveira         | Fabiana            |
| Rafael Pardo            | Nino               |

### Participações especiais
| Ator               | Personagem  |
| ------------------ | ----------- |
| Henrique Martins   | Raul Macedo |
| André Latorre      | Dauri       |
| Adão Filho         | Zé Carlos   |
| Nívio Diegues      | Jordão      |
| Guilherme Linhares | Jô          |

## Exibição
A exibição da telenovela estava prevista para começar em março de 1996, porém a emissora decidiu adiar para estrear, simultaneamente, Colégio Brasil e Antônio Alves, Taxista, substituindo Sangue do Meu Sangue. Dessa forma, seu primeiro capítulo foi exibido no dia 6 de maio, na faixa das 21h pelo SBT. Transmitida de segunda a sábado, seu último episódio foi transmitido em 6 de dezembro de 1996, totalizando 168 capítulos.
Devido à transmissão dos Jogos Olímpicos de Verão de 1996, ocorrida de 19 de julho a 4 de agosto, Razão de Viver deixou de ser exibida em alguns dias e se adequou ao horário da programação em outros. A trilha sonora da telenovela não obteve atenção por parte da emissora, a qual não lançou nenhum CD com as três canções reproduzidas na obra: "Redescobrir", de Elis Regina (tema de abertura); "Mais Simples", de Zizi Possi e "Ternura do Gesto", de Ivan Lins.

## Lançamento e repercussão

### Audiência
Vindo de uma sequência de novelas de sucesso com médias acima de 12 pontos, Luciano Callegari, superintendente artístico do SBT, estipulou uma meta de pelo menos 10 pontos para Razão de Viver. A estreia, no entanto, marcou 9 pontos, três a menos que Sangue do Meu Sangue. Após mudar de horário em decorrência dos Jogos Olímpicos de Verão de 1996, o folhetim perdeu público e ficou com médias entre 6 e 8 pontos. Os dois dígitos só conseguiram ser alcançados nos últimos dois meses da novela, quando chegou a 11 pontos em determinados dias, porém a média geral ficou em 8 pontos.

### Avaliação em retrospecto
A jornalista Ana Cláudia Souza, do Jornal do Brasil, elogiou a produção de Razão de Viver: "Iluminação de qualidade, cenários bem montados, bons figurinos e, o melhor, muita gente talentosa na tela. Como todo mundo está acostumado a ver novela desde que nasceu, o quesito principal numa nova produção é colocar caras conhecidas na tela, gente com a qual o público se identifique de imediato. E isso não faltou na produção do SBT". Rogério Durst, do O Globo, avaliou que Razão de Viver era a única novela boa das três estreadas pelo SBT no mesmo dia – Colégio Brasil e Antônio Alves, Taxista – e que tinha um cuidado estético que não havia nas outras: "[Foi feita] com certo cuidado e muitas emoções, naquele estilo de teledramaturgia meio embolorado, mas bem feito e ainda saboroso que [a emissora] mantém desde Éramos Seis". O repórter Luiz Augusto Michelazzo, para o mesmo jornal, intitulou Adriana Esteves como "heroína do folhetim".
Erika Palomino, da Folha de S.Paulo, comparou a caracterização das personagens com o roteiro ao declara-lo bem construído. Telmo Martino, também do O Globo, fez uma avaliação neutra dizendo que a novela era complicada e qualquer pessoa precisava assistir pelo menos dez capítulos para entender. Porém Luiz Carlos Merten, do Estado de S. Paulo, foi crítico ao dizer que os personagens eram estereotipados como "o rico malvado e o pobre bonzinho".